# 喬丹鎮區 (密歇根州)
喬丹鎮區（英語：Jordan Township）是位於美國密歇根州安特里姆縣的一個行政鎮區。

## 地方資料
喬丹鎮區的面積為91.20平方千米，當中陸地面積為90.90平方千米，而水域面積為0.30平方千米。根據2020年美國人口普查的數據，當地共有人口887人，而人口密度為每平方千米9.73人。